# Dhakuria
Dhakuria là một thị trấn thống kê (census town) của quận North Twentyfour Parganas thuộc bang Tây Bengal, Ấn Độ.

## Nhân khẩu
Theo điều tra dân số năm 2001 của Ấn Độ, Dhakuria có dân số 8842 người. Phái nam chiếm 51% tổng số dân và phái nữ chiếm 49%. Dhakuria có tỷ lệ 71% biết đọc biết viết, cao hơn tỷ lệ trung bình toàn quốc là 59,5%: tỷ lệ cho phái nam là 76%, và tỷ lệ cho phái nữ là 65%. Tại Dhakuria, 12% dân số nhỏ hơn 6 tuổi.